# Ståle Solbakken
Ståle Solbakken (ur. 27 lutego 1968 roku) – norweski trener piłkarski i piłkarz występujący na pozycji pomocnika. Był zawodnikiem klubów norweskich i duńskich, krótko występował w angielskiej Premiership. Z reprezentacją Norwegii, w której barwach rozegrał 58 meczów, brał udział w Mundialu 1998 i Euro 2000. Po przedwczesnym zakończeniu kariery piłkarskiej rozpoczął pracę szkoleniową. Był trenerem takich zespołów, jak: Hamarkameratene, FC København, 1. FC Köln oraz Wolverhampton Wanderers. Obecnie jest selekcjonerem reprezentacji Norwegii.

## Kariera piłkarska
Piłkarską karierę zaczynał w niewielkim klubie Grue IL, z którego w 1989 roku trafił do drugoligowego Hamarkameratene. Niedługo potem awansował z tym zespołem do Tippeligaen. W 1994 roku został zawodnikiem Lillestrøm SK; w tym samym roku zadebiutował w reprezentacji w wygranym 3:1 spotkaniu z Walią. Z drużyną narodową, prowadzoną najpierw przez Egila Olsena, a później przez jego asystenta Nilsa Johana Semba, został powołany na Mundial 1998 i Euro 2000.
W 1997 roku przeniósł się do zespołu angielskiej Premiership Wimbledon FC. W jego barwach rozegrał tylko sześć meczów; już po kilku miesiącach odszedł z zespołu po konflikcie z trenerem Joe Kinnearem.
W marcu 1998 roku został sprzedany do duńskiego Aalborg BK. W 1999 roku zdobył z nim mistrzostwo kraju, a rok później został wybrany piłkarzem roku w Danii. W 2000 roku trafił do FC København. W tym klubie został zmuszony do przedwczesnego zakończenia piłkarskiej kariery; 13 marca 2001 roku w wieku 33 lat na jednym z treningów miał atak serca. Przeżył tylko dzięki szybkiej interwencji lekarzy.
W Tippeligaen rozegrał 199 meczów i strzelił 69 goli. 
W Premiership rozegrał 6 meczów i strzelił 1 gola. 
W Superligaen rozegrał 95 meczów i strzelił 17 goli.
W reprezentacji Norwegii od 1994 do 2000 roku rozegrał 58 meczów i strzelił 9 goli.

## Kariera szkoleniowa
W 2002 roku został szkoleniowcem norweskiego drugoligowego zespołu Hamarkameratene. Jeszcze w tym samym sezonie awansował z nim do Tippeligaen. Dwa lata później, kiedy zespół znajdował się blisko strefy spadkowej, złożył dymisję.
1 stycznia 2006 roku objął posadę trenera FC København. W sezonie 2006/2007 po wyeliminowaniu Ajaksu Amsterdam wprowadził zespół – po raz pierwszy w jego historii – do fazy grupowej Ligi Mistrzów. Drużyna w swojej grupie zajęła ostatnie miejsce z wynikiem 7 punktów. Z zespołem z Kopenhagi wywalczył pięć mistrzostw Danii (2006, 2007, 2009, 2010, 2011) oraz Puchar Danii w 2009 roku.
1 czerwca 2011 roku został trenerem 1. FC Köln, ale z powodu słabych wyników został zwolniony przed zakończeniem sezonu 2011/12. Od lipca 2012 roku do stycznia 2013 pełnił funkcję szkoleniowca Wolverhampton Wanderers.
W 2013 roku Solbakken został ponownie trenerem FC København. Podczas siedmiu lat pracy w klubie wygrał wraz z zespołem trzy mistrzostwa Danii (2016, 2017, 2019) i trzy Puchary Danii (2015, 2016, 2017). W sezonie 2019/2020 doprowadził zespół do ćwierćfinału Ligi Europy. W wyniku słabego początku sezonu 2020/2021 opuścił klub.
3 grudnia 2020 roku został selekcjonerem reprezentacji Norwegii.

## Sukcesy

### Zawodnicze
Aalborg BK
- Mistrzostwo Danii: 1998/1999

FC København
- Mistrzostwo Danii: 2000/2001

### Trenerskie
FC København
- Mistrzostwo Danii: 2005/2006, 2006/2007, 2008/2009, 2009/2010, 2010/2011, 2015/2016, 2016/2017, 2018/2019
- Puchar Danii: 2008/2009, 2014/2015, 2015/2016, 2016/2017
- Royal League: 2005/2006